# 斯維特列 (莫納斯特里斯卡區)
48°56′40″N 25°13′34″E / 48.94444°N 25.22611°E
斯維特列（烏克蘭語：Світле），是烏克蘭的村落，位於該國西部捷爾諾波爾州，由喬爾特基夫區負責管轄，處於德涅斯特河畔，始建於1820年，面積1.4平方公里，2001年人口320。